# Acanthoscurria juruenicola
Espèce
Synonymes
- Acanthoscurria xinguensis Timotheo, 1960

Acanthoscurria juruenicola est une espèce d'araignées mygalomorphes de la famille des Theraphosidae.

## Distribution
Cette espèce est endémique du Brésil. Elle se rencontre au Mato Grosso, au Pará, au Roraima et au Rondônia.

## Description
Le mâle décrit par Paula, Gabriel, Indicatti, Brescovit et Lucas en 2014 mesure 56,5 mm et la femelle 56,6 mm.

## Comportement
Cette espèce de mygale est relativement agressive.

## Systématique et taxinomie
Cette espèce a été décrite  par le naturaliste brésilien Cândido Firmino de Mello-Leitão en 1923.
Sa localité type est le Rio Juruena au Mato Grosso au Brésil.
Son holotype, une femelle, est déposé au Musée national de l'université fédérale de Rio de Janeiro.
Acanthoscurria xinguensis a été placée en synonymie  par Paula, Gabriel, Indicatti, Brescovit et Lucas en 2014.

## Publication originale
- Mello-Leitão, 1923 : Theraphosideas do Brasil. Revista do Museu Paulista, vol. 13, p. 1-438.